# Gabriel Hauche
Gabriel Agustín Hauche (ur. 27 listopada 1986 w Remedios de Escalada) – argentyński piłkarz występujący na pozycji napastnika. Zawodnik meksykańskiego Deportivo Toluca.

## Kariera klubowa
Hauche zawodową karierę rozpoczynał w 2004 roku w zespole Temperley z Primera B Metropolitana. Jego barwy reprezentował przez 2 lata. W 2006 roku trafił do Argentinos Juniors z Primera División Argentina. W tych rozgrywkach zadebiutował 12 sierpnia 2006 roku w przegranym 2:3 pojedynku z Nuevą Chicago. 16 września 2006 roku w zremisowanym 1:1 spotkaniu z Quilmes strzelił pierwszego gola w Primera División. W Argentinos Juniors spędził 4 lata.
Na początku 2010 roku Hauche odszedł do zespołu Racing Club, także występującego w Primera División. Pierwszy ligowy mecz zaliczył tam 30 stycznia 2010 roku przeciwko Rosario Central (3:0).

## Kariera reprezentacyjna
W reprezentacji Argentyny Hauche zadebiutował 1 października 2009 roku w wygranym 2:0 towarzyskim meczu z Ghaną. 21 kwietnia 2011 roku w zremisowanym 2:2 towarzyskim spotkaniu z Ekwadorem strzelił pierwszego gola w drużynie narodowej.